# فردریک مک‌کارتی
فردریک مک‌کارتی (انگلیسی: Frederick McCarthy; ۱۵ اکتبر ۱۸۸۱ – ۱۵ فوریهٔ ۱۹۷۴) دوچرخه‌سوار اهل کانادا بود.
وی در مسابقات کشوری و بین‌المللی در مجموع برندهٔ ۱ مدال برنز شده‌است.